# Pee Pastinakel
Pee Pastinakel is een personage uit de Bommelsaga, geschreven en getekend door Marten Toonder. Hij verschijnt voor het eerst in het verhaal De toornviolen uit 1960.
Pee Pastinakel is een van de leden van het Kleine Volkje. Zijn naam verwijst naar de wortel van de plant pastinaak. Hij trekt, gewapend met een kruiwagen en tuingerei, veel met Kwetal op. Hij is meestal de eerste van het Kleine Volkje bij de trek naar het zuiden, het ipsen. Zijn kennis van de natuur is groot, zijn wantrouwen in de wereld buiten het Donkere Bomen Bos zeer groot. Hij vertrouwt meestal op Kwetal wanneer deze hem ervan overtuigt dat de 'reus' Bommel dankzij zijn grote denkraam wel de oplossing zal brengen, ook al is hun leefomgeving al bijna naar de 'verturving'. Uiteindelijk wint de natuur, tot genoegen van de dwergen. In het verhaal Heer Bommel en de zelfkant bewijst Pee Pastinakel een elementaal te zijn.